# Hein Kever
Jacob Simon Hendrik 'Hein' Kever (Amsterdam, 19 juni 1854 – aldaar, 29 april 1922) was een Nederlands kunstschilder. Hij wordt tot de Larense School gerekend.

## Leven en werk
Kever werd geboren in een welgesteld gezin. Zijn moeder was bevriend met Jozef Israëls die hem een plaats op ateliers van vooraanstaande lithografen bezorgde, onder andere bij Petrus Franciscus Greive. Toen Greive in 1872 overleed vestigde Kever zich als zelfstandig kunstschilder in Eemnes, waar hij veel buiten werkte. Ook maakte hij interieurs, meestal zonder figuren, om de kosten van modellen te vermijden.
In 1878 volgde hij een wintercursus aan de Koninklijke Academie voor Schone Kunsten van Antwerpen, waar hij studeerde onder Karel Verlat, samen met zijn vriend Theo Hanrath die in 1883 overleed. Na deze studie vestigde hij zich in Blaricum, maar hield een pied-à-terre aan het Oosterpark te Amsterdam, waar hij gedurende de wintermaanden verbleef.
Kever toonde zich in zijn leven weinig reislustig. Uitgezonderd korte periodes waarin hij werkte in Nunspeet en Brabant, bleef hij altijd in 't Gooi. In 1887 trouwde hij en kocht een huis in Laren, tegenover 'Villa Ariette' van Anton Mauve, tegen wie hij erg opzag (toen Mauve eens een schilderij bij hem kwam beoordelen verborg hij het, zeggende dat het al verkocht en verzonden was, bevreesd als hij was voor diens oordeel).
Kever wordt gerekend tot de Larense School. Hij schilderde landschappen, portretten, stillevens en een aantal stadsgezichten, maar werd vooral bekend door zijn vele sobere boereninterieurs uit de toen armoedige Gooi-streek. In zijn beste werken steekt hij daarmee zijn 'rivaal' Albert Neuhuys naar de kroon. Kevers kunst is gevoelig en harmonisch van toon- en lichtverhouding, maar altijd ingetogen en zelden emotioneel geladen. Hij maakte slechts beperkt gebruik van contrasten en lichteffecten. Op latere leeftijd werd zijn toets wat losser en kreeg hij blijkbaar meer zelfvertrouwen door zijn succes.
Kever overleed te Laren in 1922, 67 jaar oud. Ter nagedachtenis is in Laren de 'Hein Keverweg' naar hem genoemd.

## Galerij

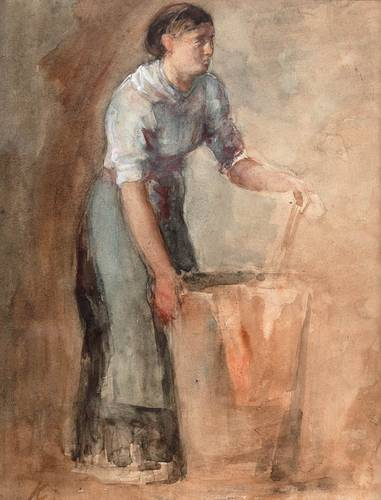
De wasvrouw
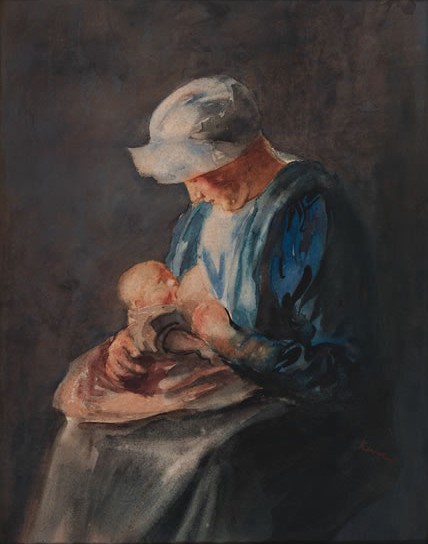
Moederweelde
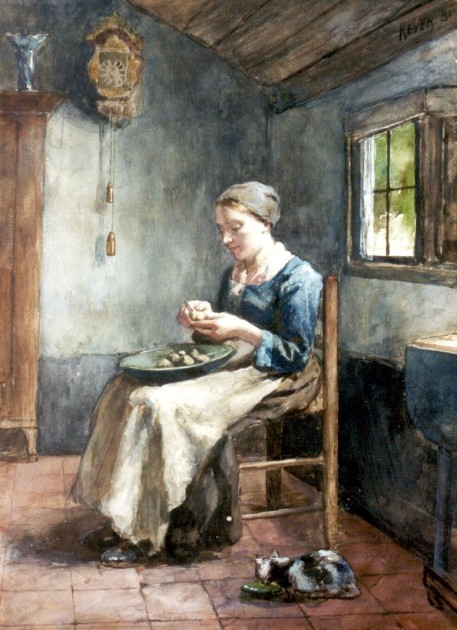
Aardappels schillen
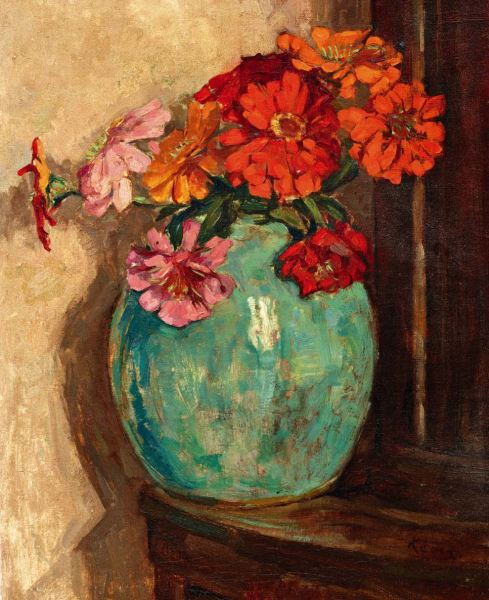
Gerbera’s
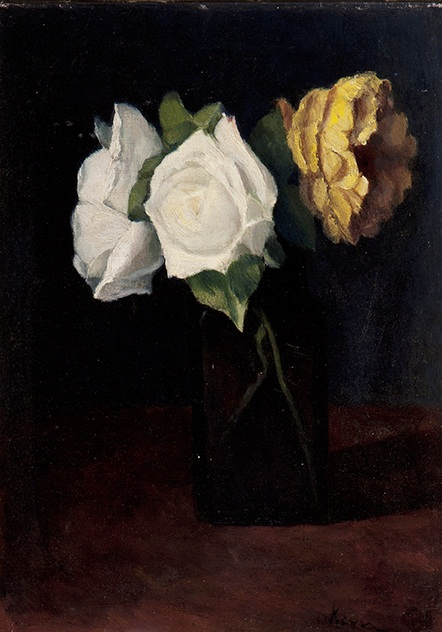
Drie rozen in een vaas
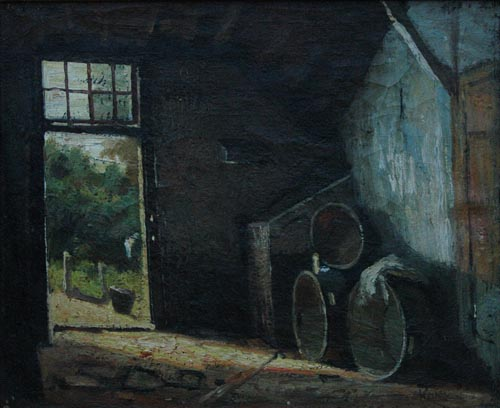
Schuurinterieur
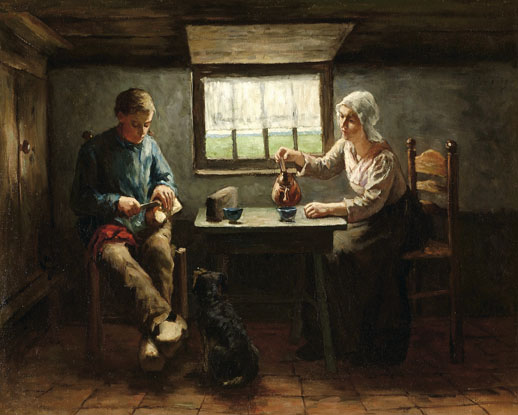
Theetijd in een boereninterieur
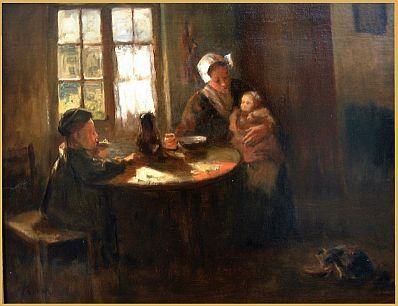
Hollands interieur
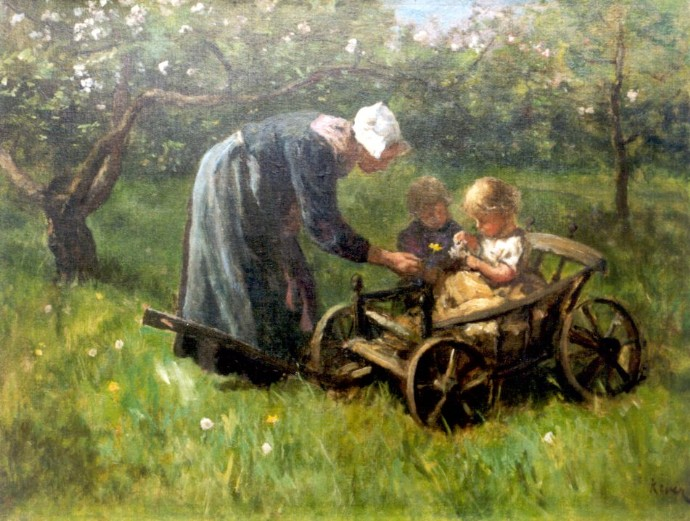
Appelboomgaard
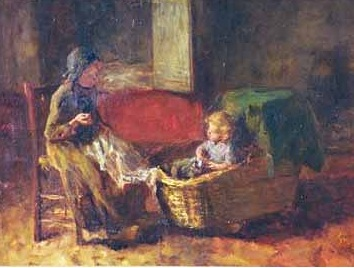
Bij de wieg